# Diaspidiotus iranicus
Diaspidiotus iranicus är en insektsart som beskrevs av Kaussari och Alfred Serge Balachowsky 1953. Diaspidiotus iranicus ingår i släktet Diaspidiotus och familjen pansarsköldlöss.
Artens utbredningsområde är Iran. Inga underarter finns listade i Catalogue of Life.